# Sue McIntyre
Sue McIntyre ist eine australische Ökologin.

## Leben
McIntyre studierte an der Fakultät für Botanik (B.Sc. 1980) schloss ihr Promotionsstudium 1987 an der Universität Melbourne ab, war Postdoktorandin an der University of New England und arbeitete 20 Jahre lang bei CSIRO. Sie arbeitet an der Fenner School der Australian National University und bei CSIRO.

## Wirken
McIntyre hat zahlreiche Beiträge über die Bewirtschaftung der einheimischen Vegetation in Produktionslandschaften geleistet und das Wissen über die Landschaftsgestaltung, die Grenzen der Landnutzung und die Auswirkungen von Störungen, einschließlich Beweidung der Vegetation, nachhaltig beeinflusst. Sie hat das Wiesen- und Waldmanagement in Europa und in Ostaustralien erforscht, von den Tropen bis zu den gemäßigten Zonen. Sie setzt sich in ihrer Arbeit auch mit Biodiversität und dem Klimawandel auseinander.

## Veröffentlichungen (Auswahl)
- O. Hoegh-Guldberg, L. Hughes, Sue McIntyre, D.B. Lindenmayer, C. Parmesan, H.P. Possingham und C.D. Thomas (2008). Assisted colonization and rapid climate change. Science, 321(5887), 345–346. doi:10.1126/science.1157897
- Sandra Lavorel, Sue McIntyre, J. Landsberg und T.D.A. Forbes (1997). Plant functional classifications: from general groups to specific groups based on response to disturbance. Trends in Ecology & Evolution, 12(12), 474–478.doi:10.1016/S0169-5347(97)01219-6
- Sue McIntyre und Richard Hobbs (1999). A framework for conceptualizing human effects on landscapes and its relevance to management and research models. Conservation Biology, 13(6), 1282–1292.doi:10.1046/j.1523-1739.1999.97509.x